# Boing Boing Bart !
Cet article possède un paronyme, voir Boing Boing.
Boing Boing Bart ! est le cinquième album de la série de bande dessinée Les Simpson, sorti le 11 février 2009, par les éditions Jungle. Il contient trois histoires : Bart Simpson, agent secret, mec !, Bart Simpson, dans Tu vas pas manger ça ! et Bart Simpson, dans Massacre à la caméra.